# Library for WWW in Perl
LWP (kurz für Library for WWW in Perl, auch bekannt als libwww-perl) ist eine Zusammenstellung von Perl-Modulen, die es erlauben, Anfragen an das World Wide Web zu schicken.
Es stellt eine API für einen HTTP-Klienten zur Verfügung sowie einige HTML-Werkzeuge.